# Fagyálló likacsosgomba
A fagyálló likacsosgomba (Polyporus arcularius) az Agaricomycetes osztályának taplóalkatúak (Polyporales) rendjébe, ezen belül a likacsosgombafélék (Polyporaceae) családjába tartozó, világszerte elterjedt, korhadó fatörzseken élő, nem ehető gombafaj.

## Megjelenése
A fagyálló likacsosgomba kalapja 2-5 cm széles, alakja kezdetben domború, majd ellaposodik, közepe gyakran köldökösen bemélyedő. Színe halványbézs vagy okkersárgás, öregen kifakulhat. Felülete finoman pikkelykés, borostás, szőrös, pereme bolyhos, pillás. Húsa vékony, szívós, rugalmas; fehéres színű. Kellemes gombaszagú és -ízű. 
Lyukacsos termőrétege gyakran a tönkre kissé lefutó, a pórusok tágak (akár 2 mm-esek is lehetnek), rombusz alakúak, sugárirányban megnyúltak. Színük krémfehéres.
Spórapora krémfehér. Spórája elliptikus-hengeres, sima, mérete 5,5-8 x 2-3 µm. 
Tönkje 2-4 magas és 0,3-0,5 cm vastag, központi helyzetű, felülete végig nemezes, borostás. Színe a kalapéhoz hasonló.

### Hasonló fajok
A sárgásbarna kalapú sugaras likacsosgombával és a hasonló színű, sokkal nagyobb pisztricgombával lehet összetéveszteni.

## Elterjedése és termőhelye
Az Antarktisz kivételével minden kontinensen megtalálható. Magyarországon gyakori.
Lombos fák kidőlt törzsein, lehullott ágain, tuskóin található meg, ahol azok faanyagát bontja és fehérkorhadást okoz bennük. Áprilistól júniusig terem. 

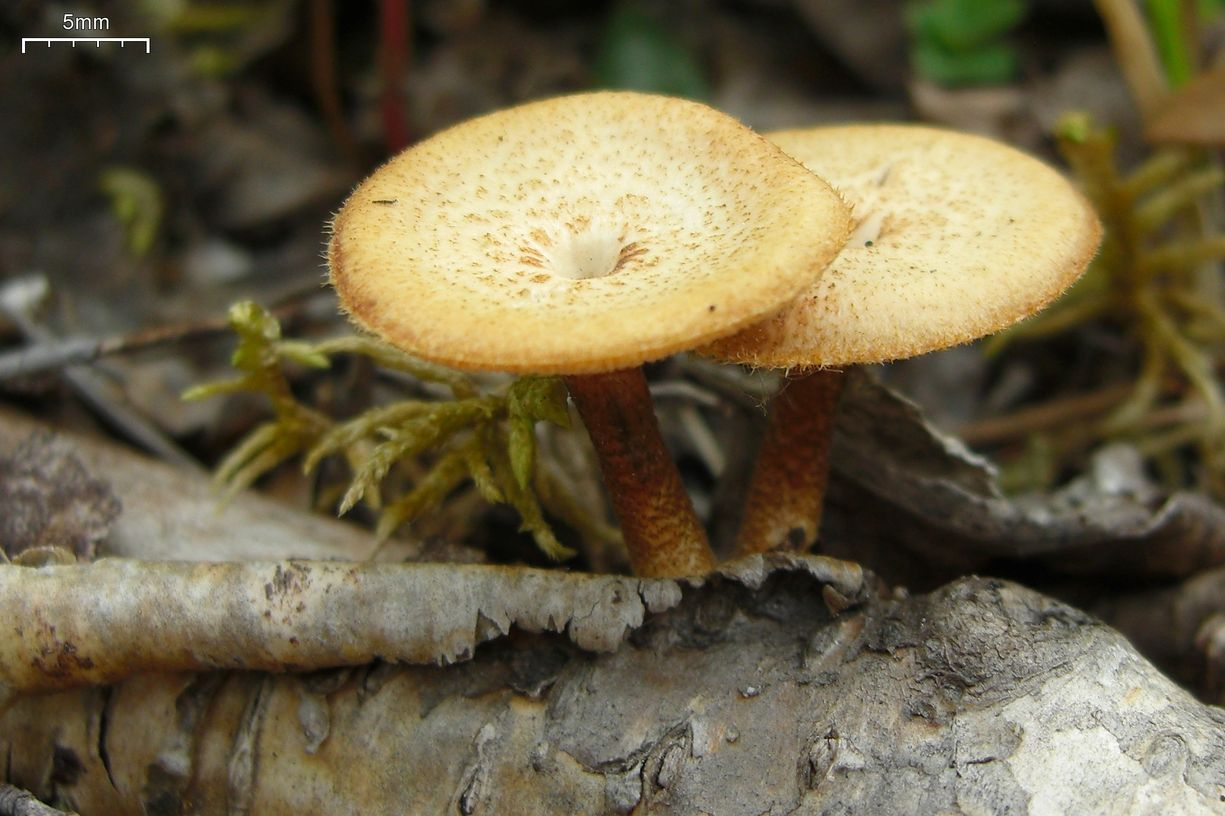
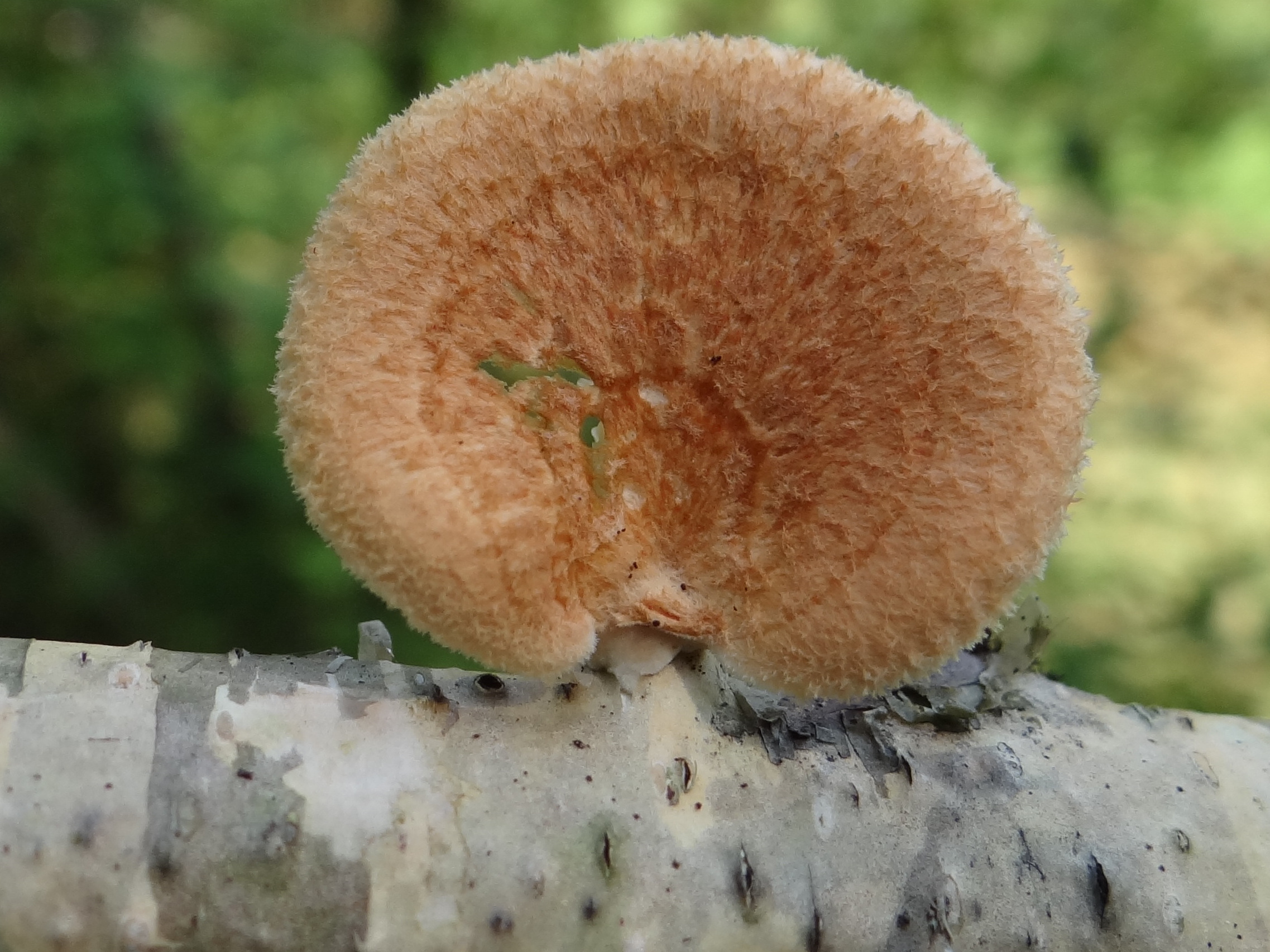
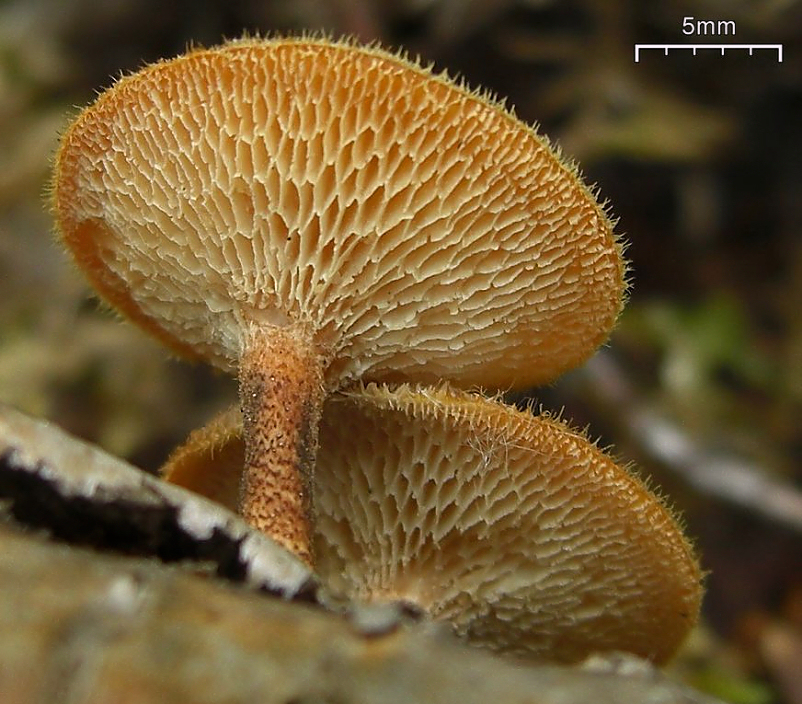
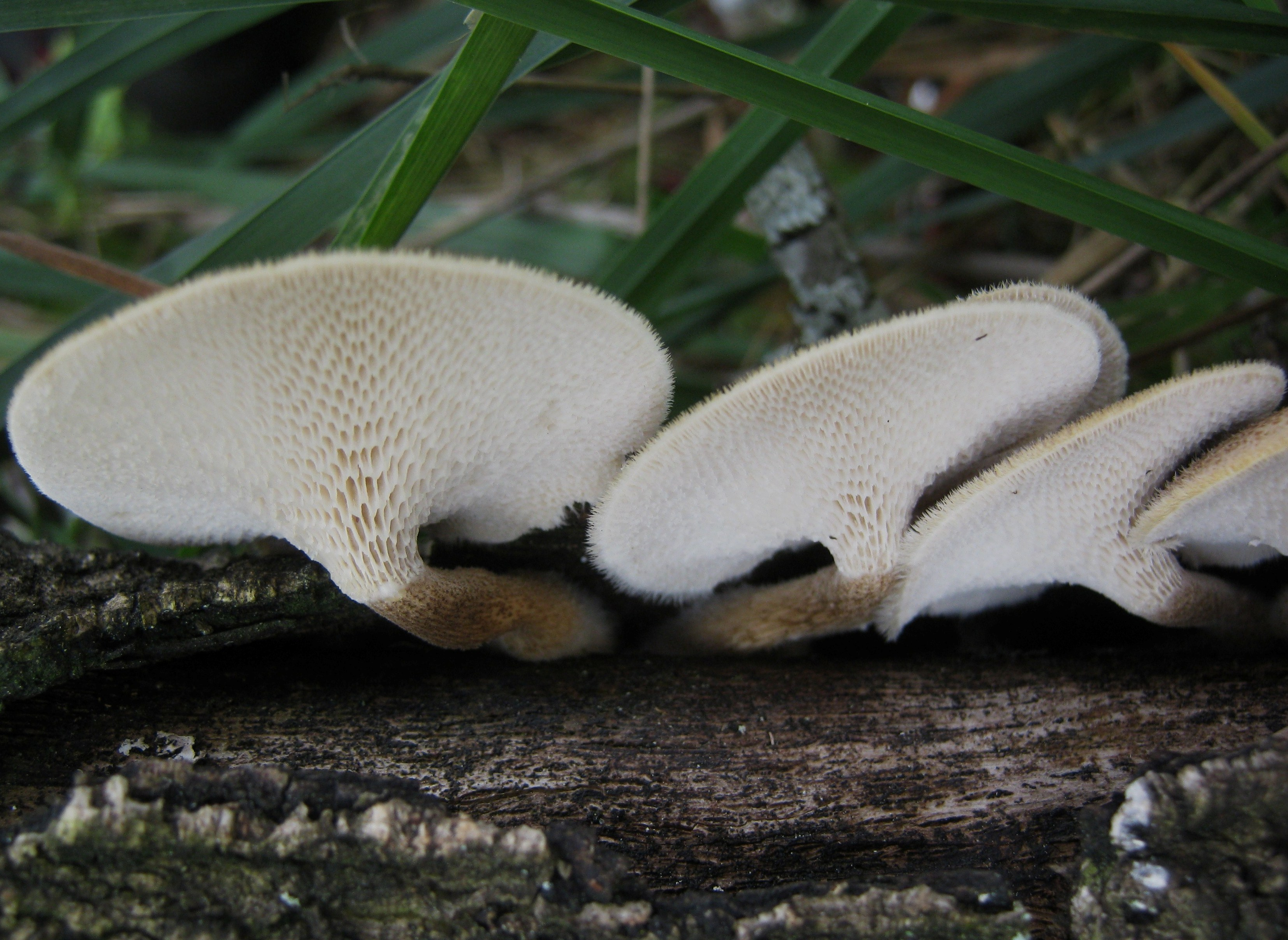
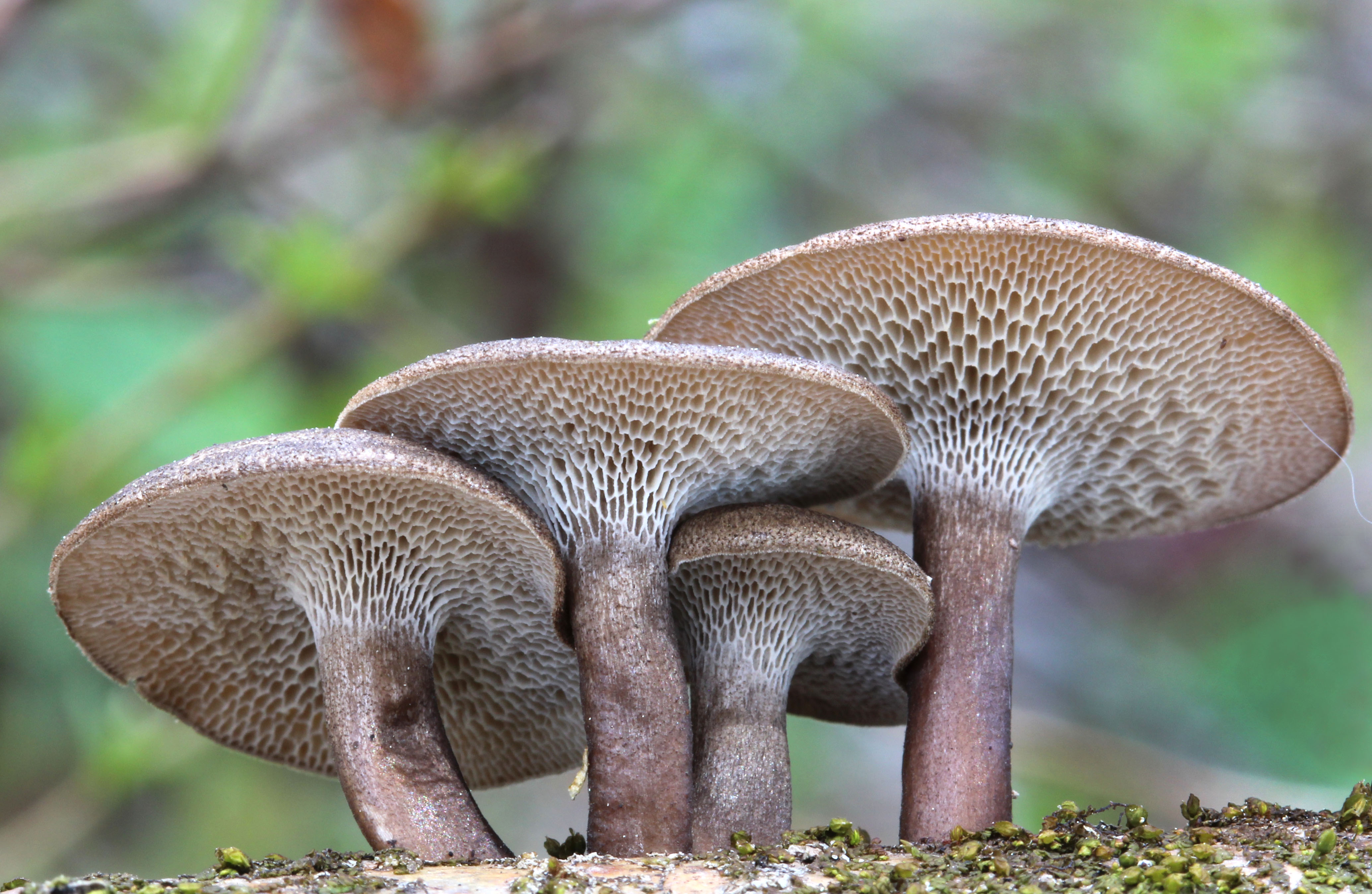

Nem ehető.